# Anare-Pass
Der Anare-Pass ist ein breiter, vereister und bis zu 1200 m hoher Gebirgspass im ostantarktischen Viktorialand. Er ist der höchste Punkt eines Gletschersystems, das die Südseite der Anare Mountains begrenzt und diese von den Admiralitätsbergen und den Concord Mountains separiert.
Der United States Geological Survey kartierte ihn anhand eigener Vermessungen und mithilfe von Luftaufnahmen der United States Navy zwischen 1960 und 1963. Das Advisory Committee on Antarctic Names benannte den Pass in Anlehnung an die Benennung der Anare Mountains nach dem Akronym für die Australian National Antarctic Research Expeditions.